# Anton Bühler
Anton Bühler   (Winterthur, 15 de juny de 1922 - Sankt Gallen, 29 de març de 2013) fou un genet suís, vencedor de dues medalles olímpiques. Era fill del també genet i medallista olímpic el 1924, Hans Bühler.
Durant la seva carrera esportiva va prendre part en tres edicions dels Jocs Olímpics d'Estiu. El 1948, als Jocs de Londres, va disputar dues proves del programa d'hípica. Amb el cavall Amour Amour aconseguí una quarta posició en la prova del concurs complet per equips com a millor resultat.
El 1960, als Jocs de Roma, guanyà dues medalles del programa d'hípica amb el cavall Gay Spark. La de plata en el concurs complet per equips i la de bronze en el concurs complet individual. La tercera, i darrera participació en uns Jocs fou el 1972, a Múnic, on destaca la sisena posició en la prova del concurs complet per equips.
En el seu palmarès també destaca una medalla de plata en la competició per equips als Campionat d'Europa de concurs complet de 1955 i sis campionats nacionals.